# Кафана Црни коњ
Кафана Црни коњ је стара кафана која се налазила у Београду. Адреса кафане била је Задарска 2, на Варош капији.

## Историјат
Кафана Црни коњ била је ниска приземна стара кућа, из турског времена, покривена ћерамидом. Кафану је често посећивао Коџа Милош (Милош Обреновић) средином XIX века.  Кафана постаје позната 1900. године, када се у њој окупљају прве комите добровољци који су из Македоније долазили на зимовник у Београд. Кафана је срушена 1930-их година.

## Кафеџије
- Димитрије Петровић 1878.
- Климентије Ристић 1882.
- Наум Ристић 1900.
- Благоје Недић 1912, 1922, 1930.

## Власник
Дуготрајни власник и кафеџија био је:
- Благоје Недић 1912, 1922, 1930.